# Eric Griffin
Eric Michael Griffin (ur. 24 lutego 1976 w Bostonie) – amerykański gitarzysta, basista. Stał się sławny po przystąpieniu do horror punkowego zespołu Murderdolls. Obecnie mieszka w Los Angeles.

## Gitary
Basowe
- Gibson Blackbird
- B.C. Rich Mockingbird heritage classic bass
- B.C. Rich Mockingbird bass black
- B.C. Rich Mockingbird bass white
- B.C. Rich Mockingbird bass red
- ESP EC custom

Elektryczne
- B.C. Rich Mockingbird custom
- (Nieznany producent) Eric Griffin’s „Geared up”
- Dean USA DECEIVER white
- B.C. Rich Mockingbird masterpiece

## Muzyka
Zaczął grać w wieku 12 lat. Kierował się twórczością KISS, Slayera itp. W latach 1998–2002 grał w zespole Synical z przyjacielem Ben Graves oraz New Rising Son, Roxy Saint. W 2002 przyłączył się do Murderdolls.

## Video
Eric Griffin zagrał w:
- Depeche Mode – I Feel Loved
- Alien Ant Farm – film w którym gra część Axla Rose
- Static-X –  Cold gra wampira
- Goo Goo Dolls – Broadway
- Deftones – Back to School

Zagrał też małą rolę w filmie Królowa potępionych (ang. Queen of the Damned).